# Maurice Dupuis
Maurice Dupuis (Gent, 16 mei 1882 –  13 april 1959) was conservator van het Museum voor Schone Kunsten in Gent .

## Biografie
Dupuis studeerde aan de Gentse Academie bij o.a. Louis Mast, Jean Delvin, L. Hacquaert.
Hij exposeerde regelmatig met o.a. Clément de Porre, Constant Permeke, Albert Servaes, Frits Van den Berghe. In 1914 werd Dupuis tot leraar benoemd aan de nijverheidsschool Gent. In 1937 werd hij conservator van het Museum voor Schone Kunsten (Gent) tot hij in 1947 de leeftijdsgrens bereikte.
- Gemeinsame Normdatei: 174202482
- RKD-Nederlands Instituut voor Kunstgeschiedenis: 24975
- Union List of Artist Names: 500096780
- Virtual International Authority File: 96394104
- WorldCat: E39PBJt8mDjQjYdR7rDTd47JXd